# Scaner
În domeniul computerelor, un scaner (scris și „scanner” sau rareori și „schenăr”; pronunție AFR: [ske-năr] ; din engleză de la scanner) este un aparat care scanează optic ( = sondează, explorează prin baleiaj, linie cu linie și punct cu punct) imagini analogice, texte tipărite sau chiar și obiecte reale și produce ca rezultat o imagine digitală în 2D. Se folosește pe scară largă în birouri, cel mai des sub forma unui aparat de pus pe masa de lucru, plat, cu "pat" de sticlă pe care se plasează documentul sau obiectul de scanat (vezi imaginea din dreapta).
Pentru scanări în masă (teancuri de foi separate) se folosesc dispozitive ajutătoare care trag singure foile la scanare, una după alta.
Uneori, în locul unui scaner se poate folosi și un simplu aparat de fotografiat (digital); acesta produce și el o imagine digitală, deși nu prin baleiere.
Pe lângă scanerele clasice există și scanere de mână, precum și scanere volumetrice (pentru obiecte reale). De asemenea, scanere speciale pentru cărți sau diapozitive foto. 
La munca de birou scanerele se mai folosesc de exemplu pentru: design industrial, inginerie inversă (reverse engineering), teste și măsurători, jocuri, ajustări ș.a.
Scanerele moderne folosesc drept cititor de imagine de obicei un senzor de tip CCD (Charged Coupled Device) sau un senzor cu contact de tip CIS (Contact Image Sensor), în timp ce fabricatele mai vechi foloseau un tub fotomultiplicator. 
O altă categorie de scanere o constituie chiar aparatele fotografice digitale actuale, normale sau și speciale („reprografice”). Acestea fac deja concurență masivă scanerelor clasice, din cauza rezoluției lor mari și a eliminării neclarităților din trecut cauzate de tremurat (prin procedee stabilizatoare anti-shake). Alte avantaje ale aparatelor de fotografiat digitale: sunt rapide, portabile, potrivite și pentru cărți cu cotor gros, alte documente foarte groase și chiar pentru obiecte reale, în volum. Dezavantajele lor, uneori greu de evitat, sunt distorsiuni nelineare, reflexii ale luminii sau umbre și un contrast mai scăzut. Cele mai moderne tehnologii de scanare sunt în stare să creeze (în calculator) modele în 3D foarte fidele ("fotorealiste"), după obiecte reale colorate.
Tot "scanere" sunt numite și aparatele de detecție a micromatricilor de ADN din domeniul cercetărilor biomedicale. Acestea au o rezoluție înaltă, de până la 1 µm/pixel, asemănătoare cu rezoluția microscoapelor. Detecția propriu-zisă are loc cu ajutorul unui CCD sau a unui tub fotomultiplicator de tip PMT (photomultiplier tube).